# Радж Бхавсар
Радж Бхавсар  (англ. Raj Bhavsar, 7 вересня 1980) — американський гімнаст, олімпійський медаліст.

## Виступи на Олімпіадах
| Олімпіада  | Дисципліна       | Місце             |
| ---------- | ---------------- | ----------------- |
| Пекін 2008 | абсолютний залік | 52 (кваліфікація) |
| Пекін 2008 | командний залік  | 3                 |
| Пекін 2008 | вільні вправи    | 63 (кваліфікація) |
| Пекін 2008 | паралельні бруси | 19 (кваліфікація) |
| Пекін 2008 | кільця           | 16 (кваліфікація) |
| Пекін 2008 | кінь             | 45 (кваліфікація) |